# Världsmästerskapen i bågskytte 2015
Världsmästerskapen i bågskytte 2015 arrangerades i Köpenhamn i Danmark mellan 26 juli och 2 augusti 2015

## Medaljsummering

### Recurve[2]
| Event                          | Guld                                                        | Silver                                                    | Brons                                           |
| Herrarnas individuella tävling | Kim Woo-jin (KOR)                                           | Rick van der Ven (NED)                                    | Takaharu Furukawa (JPN)                         |
| Damernas individuella tävling  | Ki Bo-bae (KOR)                                             | Lin Shih-chia (TPE)                                       | Choi Mi-sun (KOR)                               |
| Herrarnas lag                  | Sydkorea Kim Woo-jin Ku Bon-chan Oh Jin-hyek                | Italien Michele Frangilli Mauro Nespoli David Pasqualucci | Taiwan Kuo Cheng-wei Wang Hou-chieh Yu Guan-lin |
| Damernas lag                   | Ryssland Tuyana Dashidorzhieva Ksenia Perova Inna Stepanova | Indien Rimil Buriuly Deepika Kumari Laxmirani Majhi       | Sydkorea Choi Mi-sun Kang Chae-young Ki Bo-bae  |
| Mixade lag                     | Sydkorea Ki Bo-bae Ku Bon-chan                              | Taiwan Lin Shih-chia Kuo Cheng-wei                        | Kina Zhu Jueman Gu Xuesong                      |

### Compound[2]
| Event                          | Guld                                                     | Silver                                                          | Brons                                                |
| Herrarnas individuella tävling | Stephan Hansen (DEN)                                     | Rajat Chauhan (IND)                                             | Adam Ravenscroft (GBR)                               |
| Damernas individuella tävling  | Kim Yun-hee (KOR)                                        | Crystal Gauvin (USA)                                            | Sara López (COL)                                     |
| Herrarnas lag                  | Iran Esmaeil Ebadi Majid Gheidi Amir Kazempour           | Kanada Christopher Perkins Kevin Tataryn Dietmar Trillus        | Danmark Martin Damsbo Stephan Hansen Patrick Laursen |
| Damernas lag                   | Ukraina Olena Borysenko Viktoriya Dyakova Mariya Shkolna | Nederländerna Evelien Groeneveld Irina Markovic Inge Van Caspel | Sydkorea Choi Bo-min Kim Yun-hee Seol Da-yeong       |
| Mixade lag                     | Sydkorea Kim Yun-hee Kim Jong-ho                         | Frankrike Amelie Sancenot Dominique Genet                       | Sydafrika Sera Cornelius Patrick Roux                |

### Medaljtabell
| Pl.    | Nation           | Guld | Silver | Brons | Totalt |
| ------ | ---------------- | ---- | ------ | ----- | ------ |
| 1      | Sydkorea         | 6    | 0      | 3     | 9      |
| 2      | Danmark          | 1    | 0      | 1     | 2      |
| 3      | Iran             | 1    | 0      | 0     | 1      |
| 3      | Ryssland         | 1    | 0      | 0     | 1      |
| 3      | Ukraina          | 1    | 0      | 0     | 1      |
| 6      | Kinesiska Taipei | 0    | 2      | 1     | 3      |
| 7      | Indien           | 0    | 2      | 0     | 2      |
| 7      | Nederländerna    | 0    | 2      | 0     | 2      |
| 9      | Kanada           | 0    | 1      | 0     | 1      |
| 9      | Frankrike        | 0    | 1      | 0     | 1      |
| 9      | Italien          | 0    | 1      | 0     | 1      |
| 9      | USA              | 0    | 1      | 0     | 1      |
| 13     | Kina             | 0    | 0      | 1     | 1      |
| 13     | Colombia         | 0    | 0      | 1     | 1      |
| 13     | Storbritannien   | 0    | 0      | 1     | 1      |
| 13     | Japan            | 0    | 0      | 1     | 1      |
| 13     | Sydafrika        | 0    | 0      | 1     | 1      |
| Totalt | Totalt           | 10   | 10     | 10    | 30     |

## Deltagande länder
| - Algeriet (6) - Argentina (5) - Armenien (3) - Australien (12) - Österrike (10) - Azerbajdzjan (2) - Bangladesh (9) - Belarus (6) - Belgien (9) - Bhutan (6) - Bolivia (2) - Brasilien (12) - Bulgarien (4) - Kanada (12) - Tchad (3) - Chile (3) - Kina (6) - Taiwan (6) - Colombia (12) - Kroatien (4) - Kuba (2) - Cypern (2) - Tjeckien (8) - Danmark (12) (host) - Egypten (7) - El Salvador (4) - Estland (6) - Fiji (1) - Finland (11) - Frankrike (12) - Färöarna (4) - Georgien (5) - Tyskland (12) | - Storbritannien (12) - Grekland (7) - Guatemala (4) - Ungern (3) - Island (11) - Indien (12) - Indonesien (11) - Iran (12) - Irak (2) - Irland (5) - Israel (5) - Italien (12) - Elfenbenskusten (4) - Japan (8) - Kazakstan (10) - Nordkorea (6) - Sydkorea (12) - Kosovo (3) - Kirgizistan (1) - Lettland (3) - Libanon (2) - Litauen (6) - Luxemburg (2) - Malawi (2) - Malaysia (6) - Mauritius (2) - Mexiko (12) - Moldavien (2) - Mongoliet (6) - Marocko (3) - Nederländerna (12) - Nepal (1) - Nya Zeeland (4) | - Norge (12) - Pakistan (6) - Filippinerna (12) - Polen (8) - Portugal (3) - Puerto Rico (4) - Qatar (3) - Rumänien (6) - Ryssland (12) - San Marino (1) - Saudiarabien (4) - Serbien (2) - Slovakien (6) - Slovenien (8) - Sydafrika (10) - Spanien (8) - Sri Lanka (4) - Sverige (12) - Schweiz (11) - Tadzjikistan (1) - Thailand (3) - Tonga (2) - Turkiet (12) - Förenade arabemiraten (3) - Uganda (1) - Ukraina (12) - USA (12) - Amerikanska Jungfruöarna (3) - Uzbekistan (6) - Venezuela (12) - Vietnam (5) - Zimbabwe (1) |